# Онкоцефал крымский
Онкоцефал крымский (лат. Oncocephalus paternus) — вид клопов семейства красноклопов. Эндемик Крымского полуострова.

## Ареал
Вид является эндемиком южного берега Крыма. Впервые был найден в окрестностях села Морское, а также вблизи пгт. Новый Свет (Судакский район).

## Описание
Вид известен только по одной самке и двум экземплярам личинок 5-го возраста. Длина тела имаго 11 мм. Тело желтоватого цвета. Задняя часть головы, передняя и задняя части переднеспинки, щиток, ноги и значительная часть брюшка — тёмно-буроватые, местами практически чёрного цвета. Надкрылья сильно укороченные. Переднеспинка лишена боковых бугорков.

## Биология
Особенности биологии недостаточно изучены. Личинки старшего возраста зимуют. Они были найдены в глубоких ущельях под камнями и среди дубовых редколесий на открытых сухих травянистых склонах с редкой растительностью. Является хищником.

## Охрана
Занесён в Красную книгу Украины. Природоохранный статус вида: недостаточно изученный. Попытки искусственного разведения, предпринятые первооткрывателем вида — П. В. Пучковым, оказались неудачными в связи с неопределённой пищевой базой вида.